# Abduqadir Jalalidin
Abduqadir Jalalidin est un universitaire, écrivain, poète et philosophe ouïghour. Il est incarcéré depuis janvier 2018 dans la région autonome ouïghoure du Xinjiang.

## Biographie
Abduqadir Jalalidin, né à Kashgar le 11 mars 1964, est un universitaire, écrivain, poète et philosophe ouïghour. Après des études de la langue et de la littérature ouïghoures à l’Institut pédagogique de Kashgar, il publié dans des revues comme Xinjiang Culture, Tarim et Tengri Tagh à partir du milieu des années 1980. Il enseigne la poésie médiévale d'Asie centrale au sein de l'université Normale du Xinjiang (en) jusqu'en 2018,. 
Il est arrêté en janvier 2018 à Ürümqi, capitale de la région autonome ouïghoure du Xinjiang, au nord-ouest de la république populaire de Chine. Sa famille n'est pas informée des raisons de sa détention,.